# 메그 화이트
메그 화이트(Meg White, 1974년 10월 10일 ~ )는 미국의 드러머로, 화이트 스트라이프스의 일원이다.